# Fågelfotsmossa
Fågelfotsmossa (Pterogonium gracile) är en bladmossart som beskrevs av Smith 1803. Inga underarter finns listade i Catalogue of Life.
Fågelfotsmossa växer i gröna, gulgröna eller brunaktiga glesa mattor, och dess livsmiljö är skogslandskap. Den är en i huvudsak suboceanisk till mediterran art, och finns i Europa – så långt norrut som på Island – Afrika, sydvästra Asien och Nordamerika. Arten är rödlistad i Sverige, liksom i flera andra länder i Europa.
I Sverige förekommer fågelfotsmossa sällsynt i sydväst, från Halland till Värmland.
Mossan har i Sverige försvunnit från många äldre växtplatser. Vid en besiktning under tidigt 1990-tal av 45 växtplatser, av totalt omkring 50 kända, återfanns mossan endast på 15 växtplatser. Man ser det därför som troligt att arten har minskat kraftigt i landet. Luftföroreningar och försurning angavs då som huvudsaklig förklaring, med avverkning som mest sannolik förklaring i en mindre utsträckning.
Enligt Catalogue of Life ingår fågelfotsmossa i släktet Pterogonium – Pterogonium gracile – men enligt svenska Dyntaxa är familjen istället Nogopterium. 